# Begonia acutifolia
Begonia acutifolia é uma espécie de Begonia.

## Descrição
As folhas são cordatas, oblíquas e estreitas na ponta, possui flores brancas.

## Sinônimos
- Begonia acuminata Dryand.
- Begonia hamiltoniana Lehm.
- Platycentrum hamiltonianum Miq.
- Tittelbachia hamiltoniana (Miq.) Regel

## Galeria

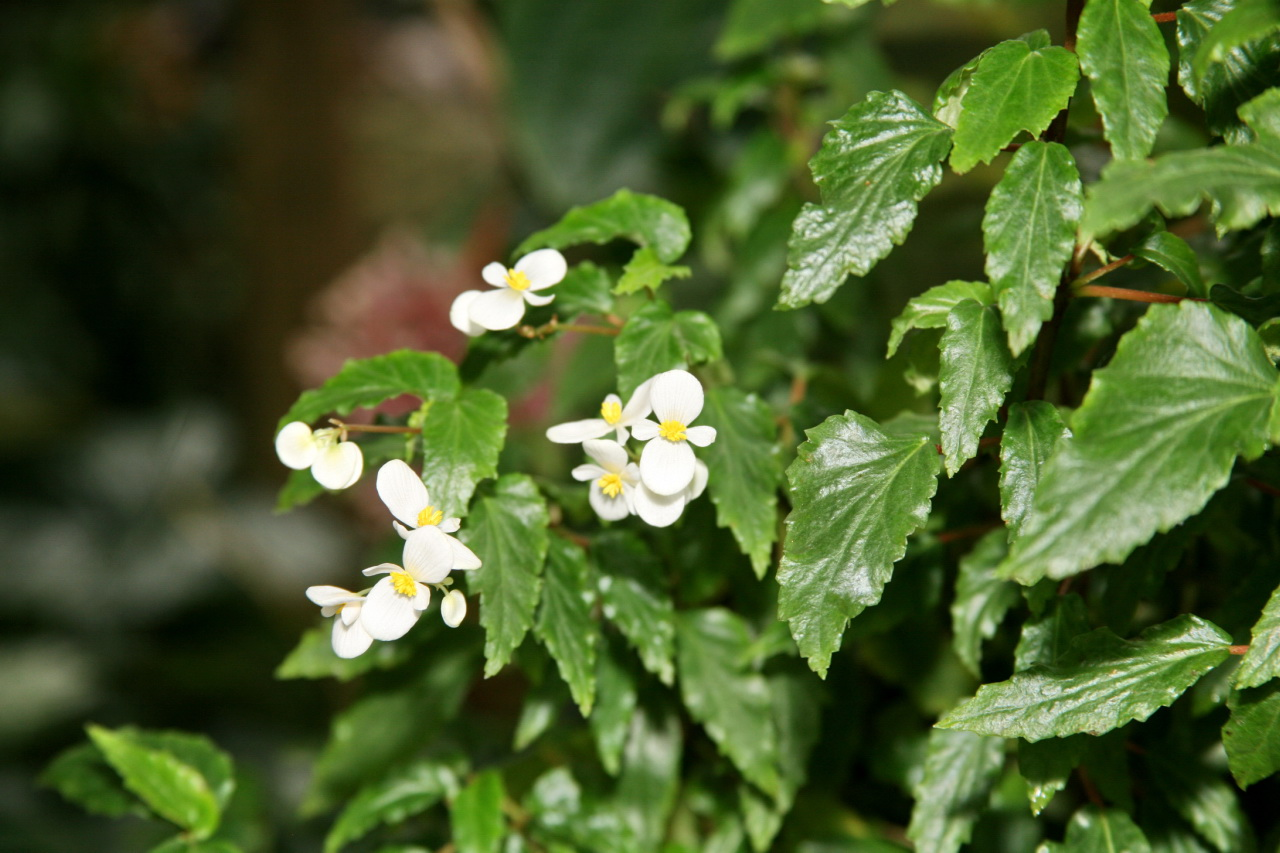
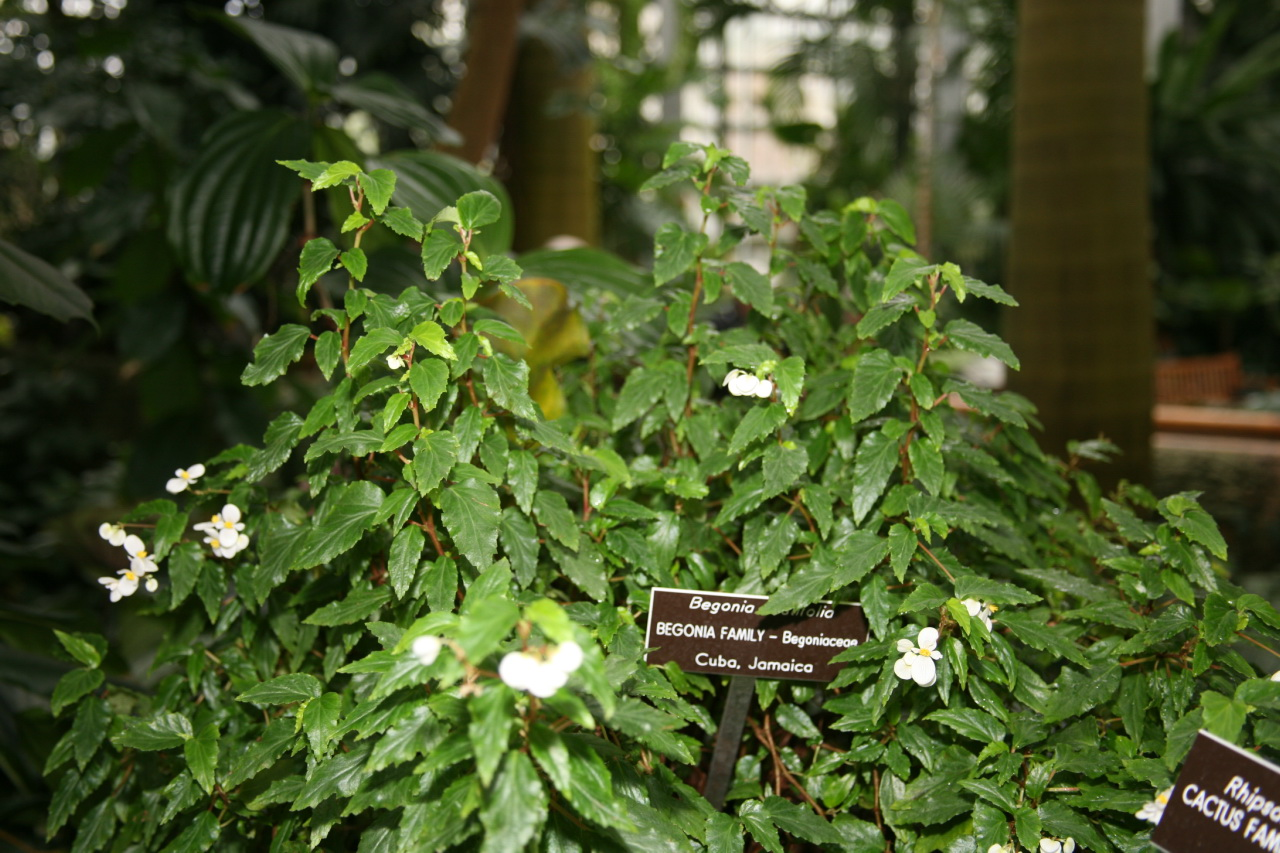
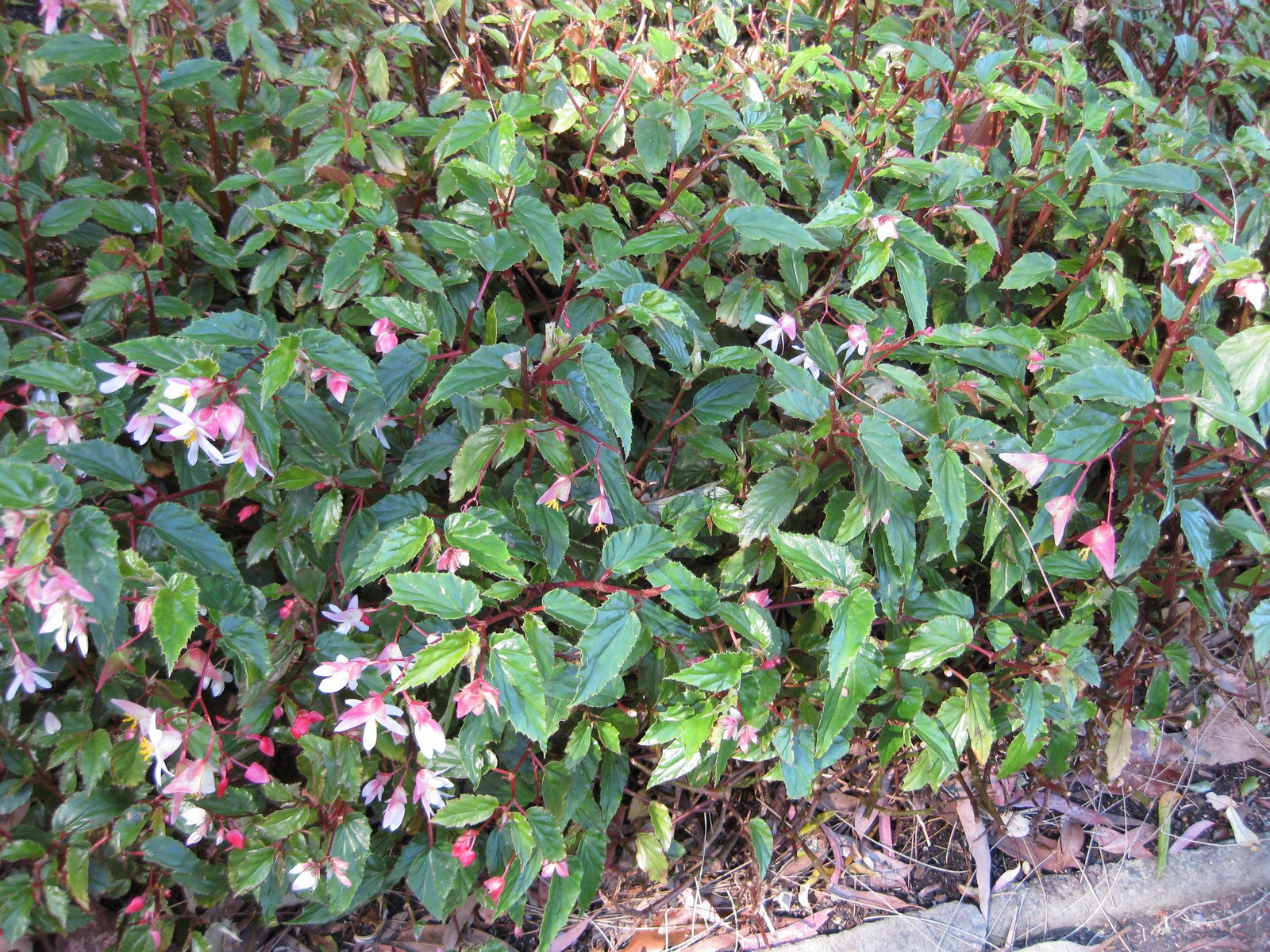